# John de Plessis, 7. Earl of Warwick
John de Plessis, 7. Earl of Warwick (auch Jean du Plessis) († 25. Februar 1263) war ein aus Frankreich stammender englischer Magnat.

## Ungewisse Herkunft
Die Herkunft von John de Plessis ist ungewiss. Vermutlich wurde er in Frankreich geboren, nach Angaben des Chronisten Matthew Paris stammte er aus der Normandie, was jedoch nicht belegt werden kann. 1223 wird er erstmals als Ritter im Dienst des englischen Königs Heinrich III. erwähnt. Ab 1224 verwaltete er zusammen mit Hugh de Plessis, Drew de Barentin und Nicholas de Bolleville, die wie er Ritter des königlichen Haushalts waren, das Gut von Chalgrove in Oxfordshire. Hugh de Plessis war mit Sicherheit mit John de Plessis verwandt, möglicherweise war er sogar sein Vater oder sein älterer Bruder. Drew de Barentin stammte vielleicht aus Barentin und Nicholas de Bolleville aus Bolleville, wie Barentin ein Ort im Pays de Caux nördlich von Rouen. 

## Dienst als Ritter des königlichen Haushalts
John de Plessis nahm an zahlreichen Feldzügen teil, darunter 1223 und 1228 nach Wales und 1230 nach Frankreich. Ab 1233 wird er regelmäßig als Zeuge von königlichen Urkunden genannt, möglicherweise war er ein Schützling des ebenfalls aus Frankreich stammenden Peter des Roches, dem leitenden Minister der Regierung. Als des Roches jedoch 1234 gestürzt wurde, fiel Plessis nicht in Ungnade, sondern wurde 1234 zum Constable von Devizes Castle und zum Hüter des königlichen Forstes von Chippenham ernannt. Diese beiden Ämter behielt er bis zu seinem Tod. Plessis bezeugte weiterhin zahlreiche königliche Urkunden, dazu übernahm er zwischen 1238 und 1240 eine führende Rolle bei der Erhebung der königlichen Steuern. Kurzzeitig war er 1239 Sheriff von Oxfordshire. 1242 nahm er am Feldzug des Königs in die Gascogne teil, wo er im August in Bordeaux mit Graf Raimond von Toulouse Verhandlungen führte. 

## Aufstieg zum Earl of Warwick
Der König belohnte Plessis für seine Dienste mit der Übertragung von zahlreichen Vormundschaften und mit der Verwaltung von heimgefallenen Lehen. Unter den Gütern, die er verwaltete, waren auch die von Hugh of Sandford in Berkshire. Nachdem Plessis sich zunächst mit Hughs Witwe Joan verlobt hatte, heiratete er 1234 Christina, ihre Tochter, die die Erbin ihres Vaters war. Christina starb aber bereits vor Dezember 1242, denn zu dieser Zeit versprach der König Plessis während des Saintonge-Kriegs in Bordeaux die Heirat mit der verwitweten Margaret de Beaumont, der Schwester und Erbin des verstorbenen von Thomas de Beaumont, 6. Earl of Warwick. Die Heirat fand vor dem 14. September 1243 statt. Obwohl das Earldom of Warwick durch das Wittum von zwei Witwen der vorigen Earls verringert worden war, war Plessis nun Herr von Warwick Castle sowie von Besitzungen mit fast 50 Knight’s fees. Durch seine zweite Heirat hatte er einen außergewöhnlichen Aufstieg vom einfachen, ausländischen Ritter zum Magnaten gemacht.
Seine Braut war jedoch gegen ihren Willen vom König zur Heirat gezwungen worden. Als reiche Witwe hatte sie möglicherweise schon selbst versucht, nach dem Tod ihres Mannes einen neuen Ehemann zu finden. Deshalb war Plessis Stellung zunächst noch nicht gesichert. Erst 1245 erhielt er das ihm zustehende Drittel der Steuereinnahmen aus Warwickshire, und noch später, im August 1247, wurde er offiziell als Earl of Warwick bestätigt. In der Zwischenzeit schloss er ein Abkommen mit der Familie seiner Frau, nach dem er im Falle des Todes von Margeret ein lebenslanges Nutzungsrecht von Warwick und von anderen Besitzungen behielt. Tatsächlich starb Margeret 1253. Da die Ehe kinderlos geblieben war, war ein Onkel von ihr der nächste Erbe. Plessis konnte aber gemäß der Abmachung mit ihrer Familie ihre Besitzungen behalten, doch hätte er nun auf den Titel Earl of Warwick verzichten müssen. Mit Genehmigung des Königs durfte er den Titel jedoch weiter führen, dazu wurde er mit Unterstützung des Königs nun eigener Herr von Hook Norton in Oxfordshire, einer Herrschaft, die seine Frau von ihrer Mutter geerbt hatte und deshalb nicht zum Familienbesitz der Beaumonts gehörte. Er erhielt dazu sogar das Recht, Hook Norton an seinen Sohn aus erster Ehe weiterzuvererben. Diese Regelung widersprach klar dem gültigen Erbrecht und verbitterte zahlreiche anderen Barone und Magnaten, die dem König schon die erzwungene Heirat von Margaret verübelt hatten.

## Weiterer Dienst für den König
Als Magnat übernahm Plessis weitere Ämter. Er gewann das Vertrauen von Heinrich III. und wurde 1244 zum Constable of the Tower ernannt, dazu diente er im Herbst 1251 als Richter einer königlichen Kommission, die Gerichtsverhandlungen in London abhielten. 1250 unternahm er vermutlich eine Wallfahrt zum Grab des heilig gesprochenen Erzbischof Edmund Rich in Pontigny in Frankreich. 1252 legte er ein Kreuzzugsgelübde ab, doch trat er nie einen Kreuzzug an. Von 1253 bis 1254 begleitete er den König bei dessen Expedition in die Gascogne, wo dieser einen Aufstand niederschlagen musste. Von Südwestfrankreich wollte er im September 1254 zusammen mit William Mauduit, einem Cousin seiner Frau, sowie mit Gilbert of Seagrave über Land durch Frankreich nach England zurückreisen. Der französische König Ludwig IX. sicherte ihnen freies Geleit zu, doch in Pons im Poitou wurden sie von den Bürgern in einem Hinterhalt gefangen genommen. Seagrave starb in der Gefangenschaft, und Plessis und Mauduit kamen erst 1255 nach Zahlung eines Lösegelds frei. Kurz nach seiner Freilassung musste Plessis im Juni 1255 sein Amt als Constable of the Tower aufgeben, blieb jedoch weiterhin Constable von Devizes. Weiterhin in der Gunst des Königs, war er im November 1255 an den Verhandlungen über den geplanten Feldzug nach Sizilien beteiligt. Im März 1258 sollte er an dem geplanten Feldzug des Königs nach Wales teilnehmen.
Als es im April 1258 zu einer Rebellion von weiten Teilen des Adels gegen den König kam, wurde Plessis sowohl von den rebellierenden Baronen wie auch vom König als Mitglied des 24-köpfigen Komitees nominiert, das ein Reformprogramm für die Regierung ausarbeiten sollte, die sogenannten Provisions of Oxford. Plessis sympathisierte jedoch mit der Adelsopposition und besiegelte mit Briefe gegen die Lusignans, die verhassten, aus Frankreich stammenden Halbbrüder des Königs. Im Juni 1258 wurde Plessis erneut als Constable von Devizes bestätigt. 1259 gehörte er dem Regentschaftsrat an, der während der Abwesenheit des nach Frankreich gereisten Königs die Regierung führte, dazu war er an den Verhandlungen zwischen Heinrich III. und dem französischen König Ludwig IX. beteiligt, die zum Vertrag von Paris führten. Sein Amt als Richter im westlichen England, das ihm 1260 übertragen wurde, nahm er dagegen wohl nicht wahr. Er wurde ins Parlament berufen, das der König Ostern 1260 abhalten wollte, ebenso zum geplanten Feldzug nach Wales im August. 1261 stand er weiter auf der Seite des Königs, der ihn zum Sheriff von Warwickshire und Leicestershire ernannte. Im Oktober 1261 nahm er wieder an dem Parlament des Königs teil. 1261 zahlte er eine Gebühr von 400 Mark an die Krone, um das Gut von Kidlington zurückzuerhalten, dass er als Teil von Hook Norton beanspruchte. Im September 1262 genehmigte er den Bürgern von Warwick das Marktrecht.
Plessis wurde im Augustinerpriorat von Missenden in Buckinghamshire begraben, dem er dazu eine kleine Landschenkung vermachte. Sein Erbe wurde Hugh de Plessis, sein Sohn aus seiner ersten Ehe, während die Besitzungen des Earls of Warwick samt dem Titel an William Mauduit fielen.